# EU-Vogelschutzgebiet Westlicher Düppeler Forst
Das EU-Vogelschutzgebiet Westlicher Düppeler Forst ist ein europäisches Vogelschutzgebiet (SPA-Gebiet) im Ortsteil Wannsee des Bezirks Steglitz-Zehlendorf im äußersten Südwesten von Berlin. Die englischsprachige Bezeichnung des Gebiets lautet SPA Westlicher Düppeler Forst, wobei SPA für Special Protection Area (zu deutsch spezielles Schutzgebiet) steht.
Das Schutzgebiet ist ein bedeutendes Brutgebiet und Durchzugsgebiet für Zugvögel mit naturnah gehaltenen Waldbereichen mit altem Baumbestand und Totholz, abwechslungsreichen Ufern sowie Niedermooren und Sukzessionsflächen.

## Lage
Zum Vogelschutzgebiet gehören die Pfaueninsel mit dem Schloss Pfaueninsel, der Englische Landschaftspark Park Klein-Glienicke mit dem Böttcherberg, der westliche Teil des Düppeler Forstes mit seinen naturnahen Waldgesellschaften und das im Westen und Norden angrenzende, strukturreiche und landschaftlich reizvolle Ufer der Havel. Das Schloss Glienicke und der dazugehörige Jagdschlosspark gehören zwar zum entsprechenden Natura-2000-Schutzgebiet, jedoch nicht zum Vogelschutzgebiet.
Im Westen grenzt das Schutzgebiet an den zum Bundesland Brandenburg gehörenden Jungfernsee, und im Osten reicht es bis an den Großen Wannsee und bis an die Ortslage Heckeshorn. Im Süden grenzt es an das Ufer des Griebnitzsees, der zur Streckenführung des Teltowkanals gehört.
Die Königstraße durchquert das Schutzgebiet von Westen nach Osten. Weitere markante Orte innerhalb des Gebiets sind das Krughorn, die Moorlake, die Ortslage Nikolskoe mit der Kirche St. Peter und Paul und die vierthöchste Erhebung Berlins, der Schäferberg mit dem Fernmeldeturm Berlin-Schäferberg.
Der Wannseeweg mit der Nummer 11 der 20 grünen Hauptwege führt zwischen der Glienicker Brücke im Westen und Heckeshorn im Osten kilometerlang am Havelufer durch das Schutzgebiet.
Die Lage des Schutzgebiets am Stadtrand von Berlin macht es mit seinen Sehenswürdigkeiten für die Bewohner von Berlin, Potsdam und Potsdam-Mittelmark sowie für Touristen zu einem leicht erreichbaren Ausflugsziel. Die Glienicker Brücke, die Berlin und Potsdam nahe dem Schutzgebiet verbindet, und die beiden Kulturlandschaften der Pfaueninsel und des Englischen Landschaftsparks Park Klein-Glienicke im Schutzgebiet sind überregional bekannte Orte.

## Schutzzuweisung
Bereits 1961 wurde das Gebiet vom West-Berliner Senat zum Landschaftsschutzgebiet erklärt.
Das Vogelschutzgebiet wurde im Juni 2003 von der Berliner Senatsverwaltung für Stadtentwicklung nach den Richtlinien 92/43/EWG des Europäischen Rates vom 21. März 1992 zur Erhaltung der natürlichen Lebensräume sowie der wildlebenden
Tiere und Pflanzen (FFH-Richtlinie) und der Vogelschutzrichtlinie 2009/147/EC (SPA) eingerichtet. Die Fläche des zum Natura-2000-Schutznetz der Europäischen Union gehörenden Gebiets beträgt insgesamt 9,44 Quadratkilometer. Beim Bundesamt für Naturschutz wird es mit dem Kennzeichen 3544-306 und in der World Database on Protected Areas (WDPA) mit dem Kennzeichen 555537446 geführt.
Für die Bewirtschaftung ist die Berliner Oberste Naturschutzbehörde zuständig. Vom Bund für Umwelt und Naturschutz Deutschland und von der Berliner Senatsverwaltung für Stadtentwicklung und Umwelt wird die Unterfinanzierung des Projektes kritisiert.

Totholz im Schutzgebiet
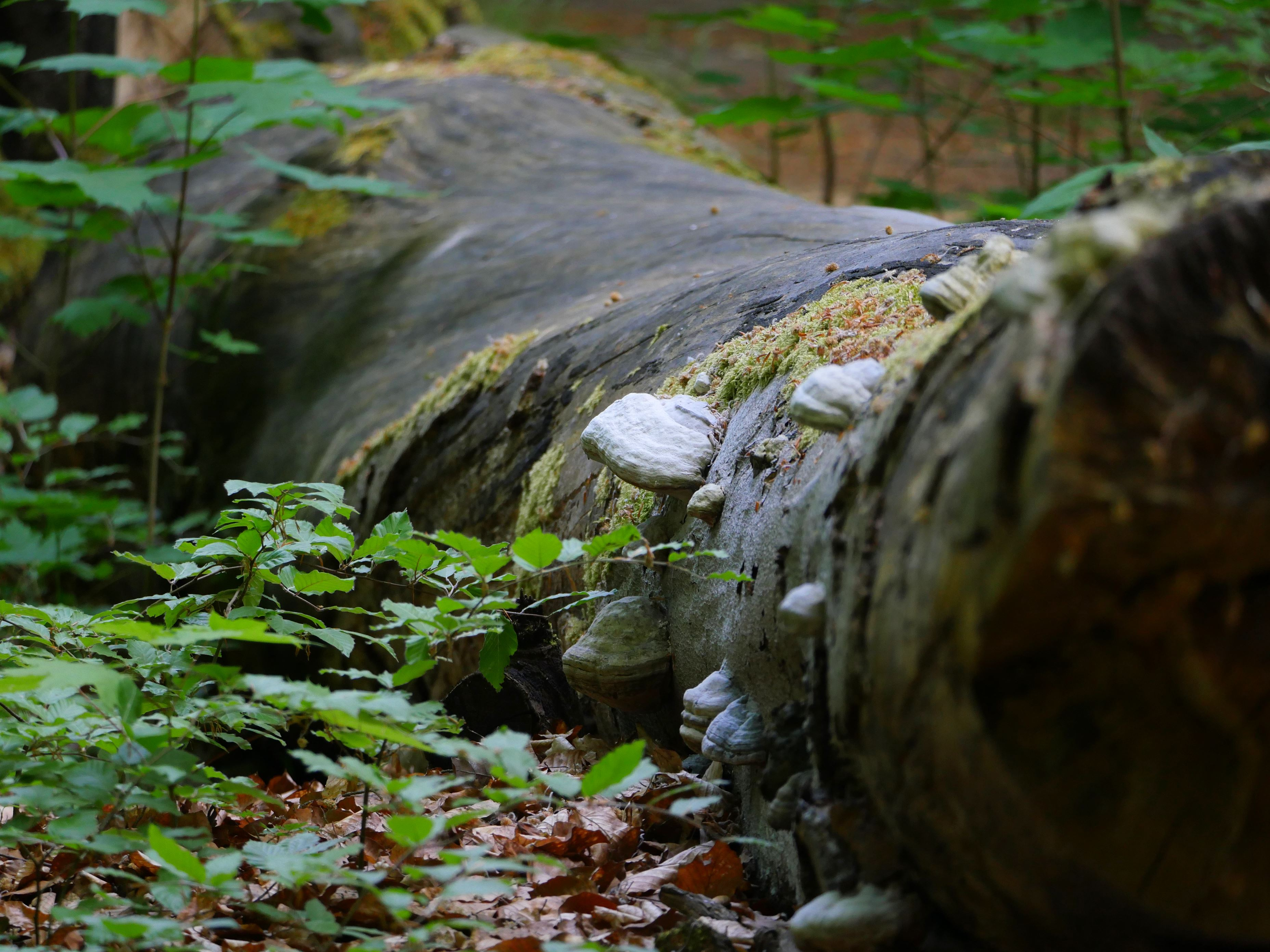
Als Lebensraum von Nahrung für Vögel
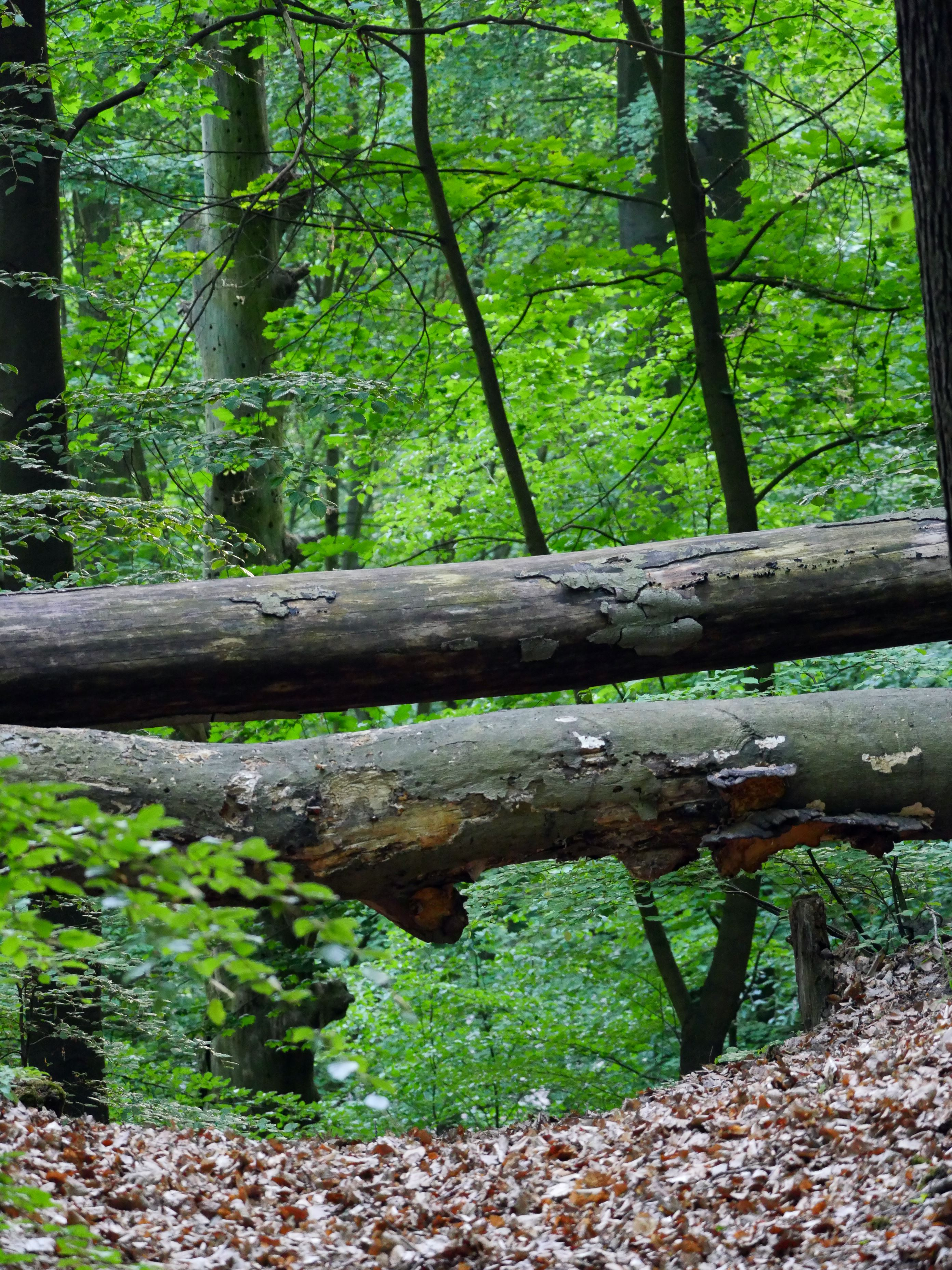
Als Barriere
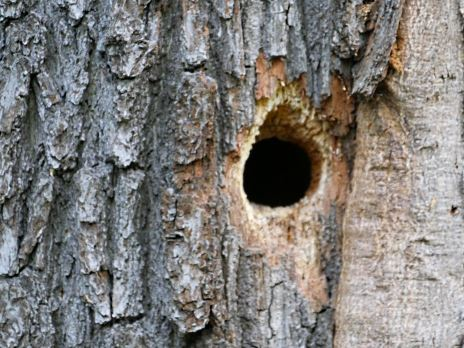
Als Bruthöhle

## Vogelarten

### Brutvögel
Neben den im Stadtgebiet von Berlin üblichen Vögeln brüten die folgenden besonders geschützten oder bedrohten Vogelarten im Schutzgebiet:
- Eisvogel, Heidelerche, Mittelspecht, Neuntöter, Rotmilan, Schwarzmilan, Schwarzspecht, Seeadler, Sperbergrasmücke, Wespenbussard, Zwergschnäpper

Das Vorkommen des Mittelspechts stellt mit mehreren Dutzend Revieren (Stand: 2006) einen Schwerpunkt im Raum Berlin-Brandenburg dar.
Ferner wurden die folgenden Brutvögel der Berliner Roten Liste gefährdeter Tiere nachgewiesen:
- Buntspecht, Feldsperling, Gartengrasmücke, Gelbspötter, Hohltaube, Pirol

Darüber hinaus brüten weitere streng geschützte Arten im Schutzgebiet:
- Grünspecht, Kleinspecht, Mäusebussard

### Zugvögel
Unter den Zugvögeln halten sich regelmäßig Drosselrohrsänger im Schutzgebiet auf.

### Bilder

Im Schutzgebiet aufgenommene Vögel
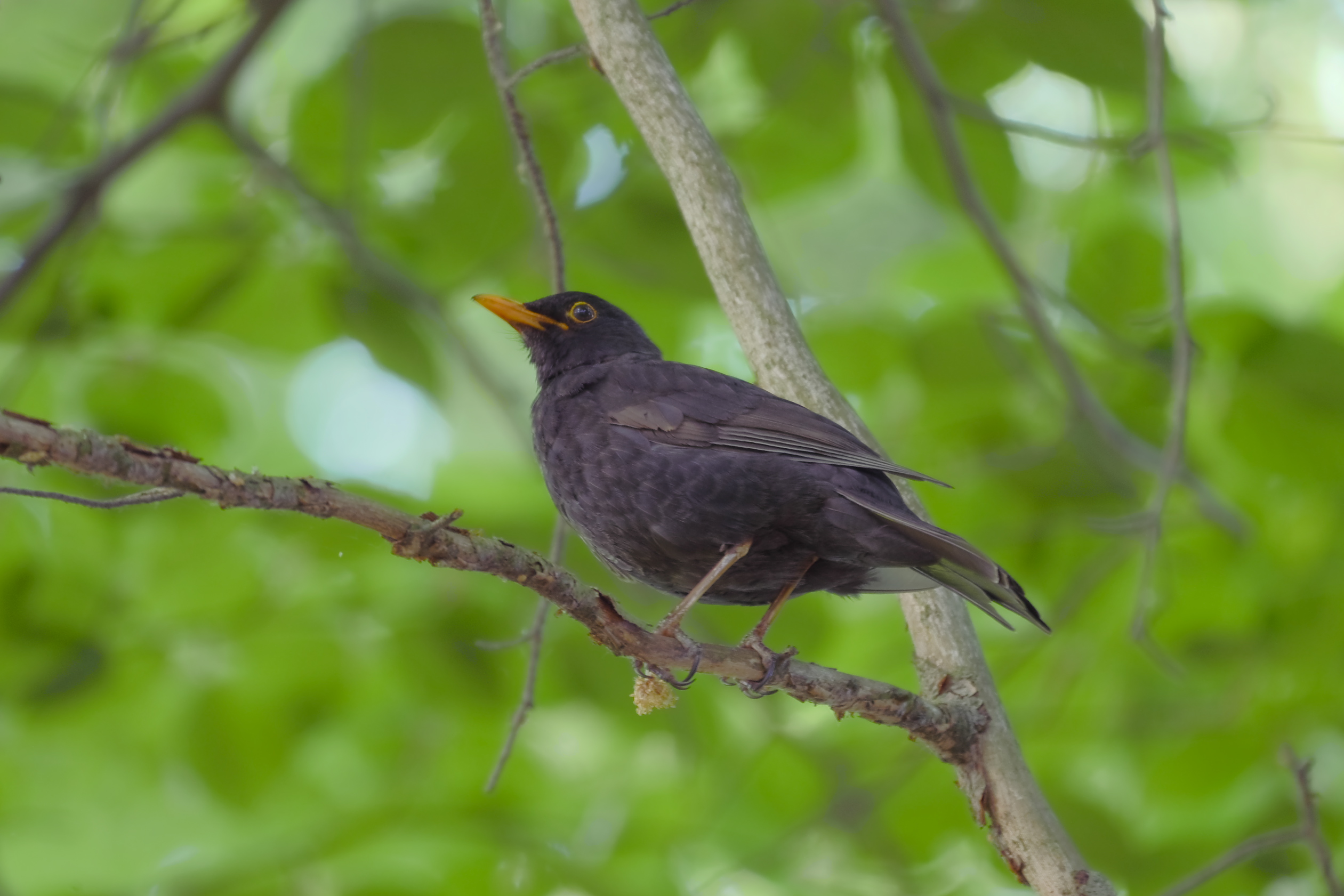
Amsel im Glienicker Park
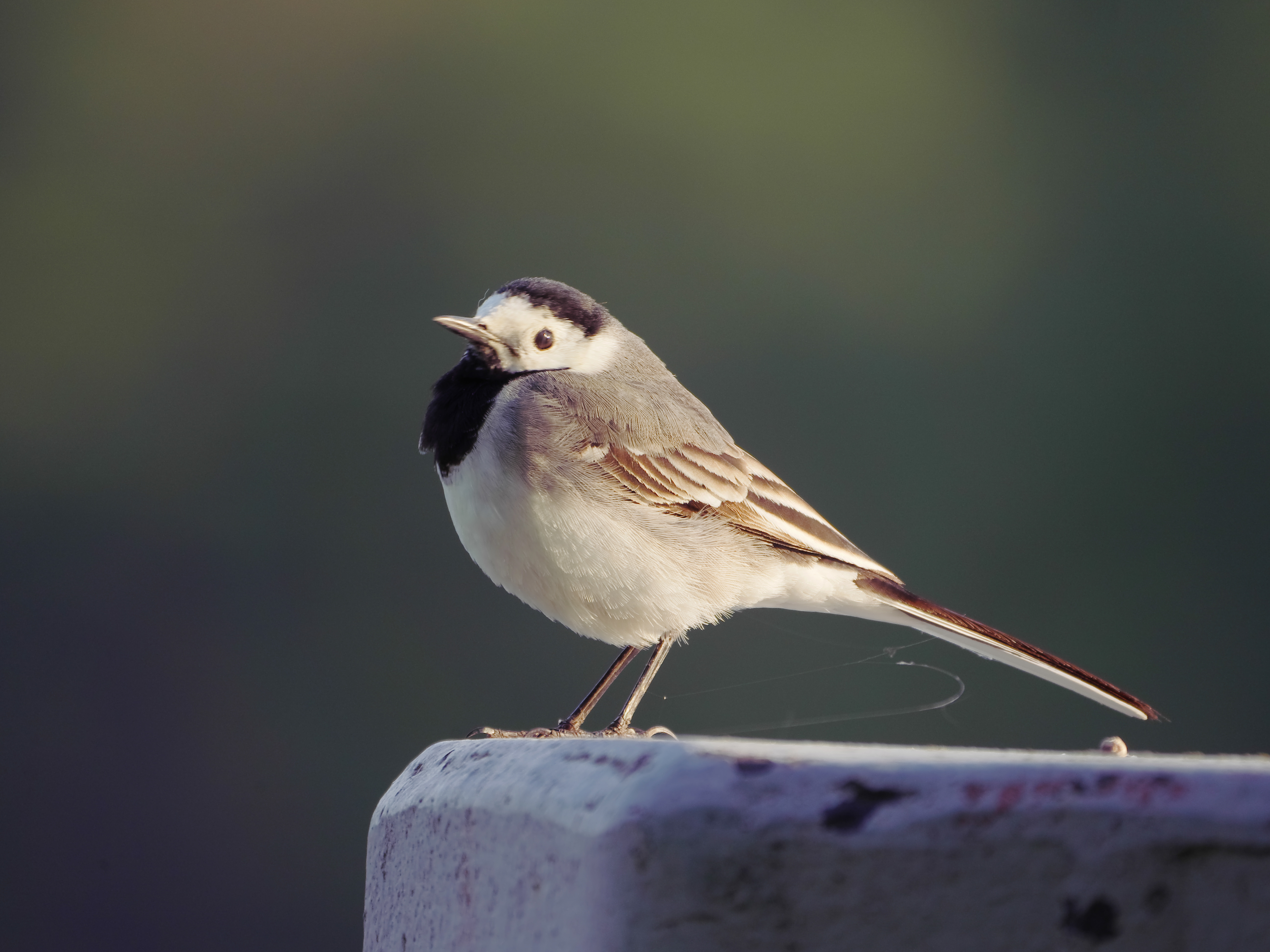
Bachstelze am Krughorn
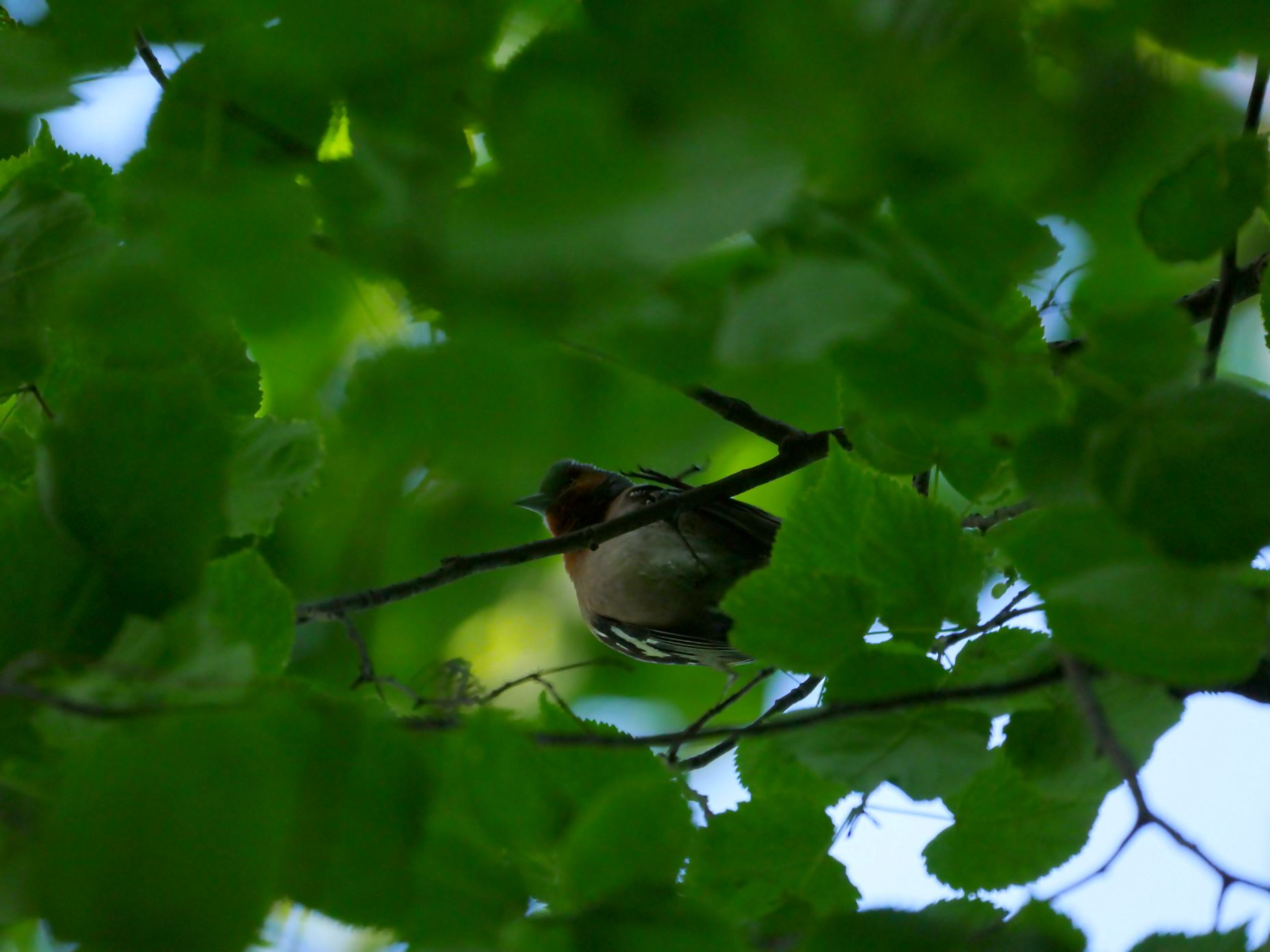
Buchfink an der Moorlake
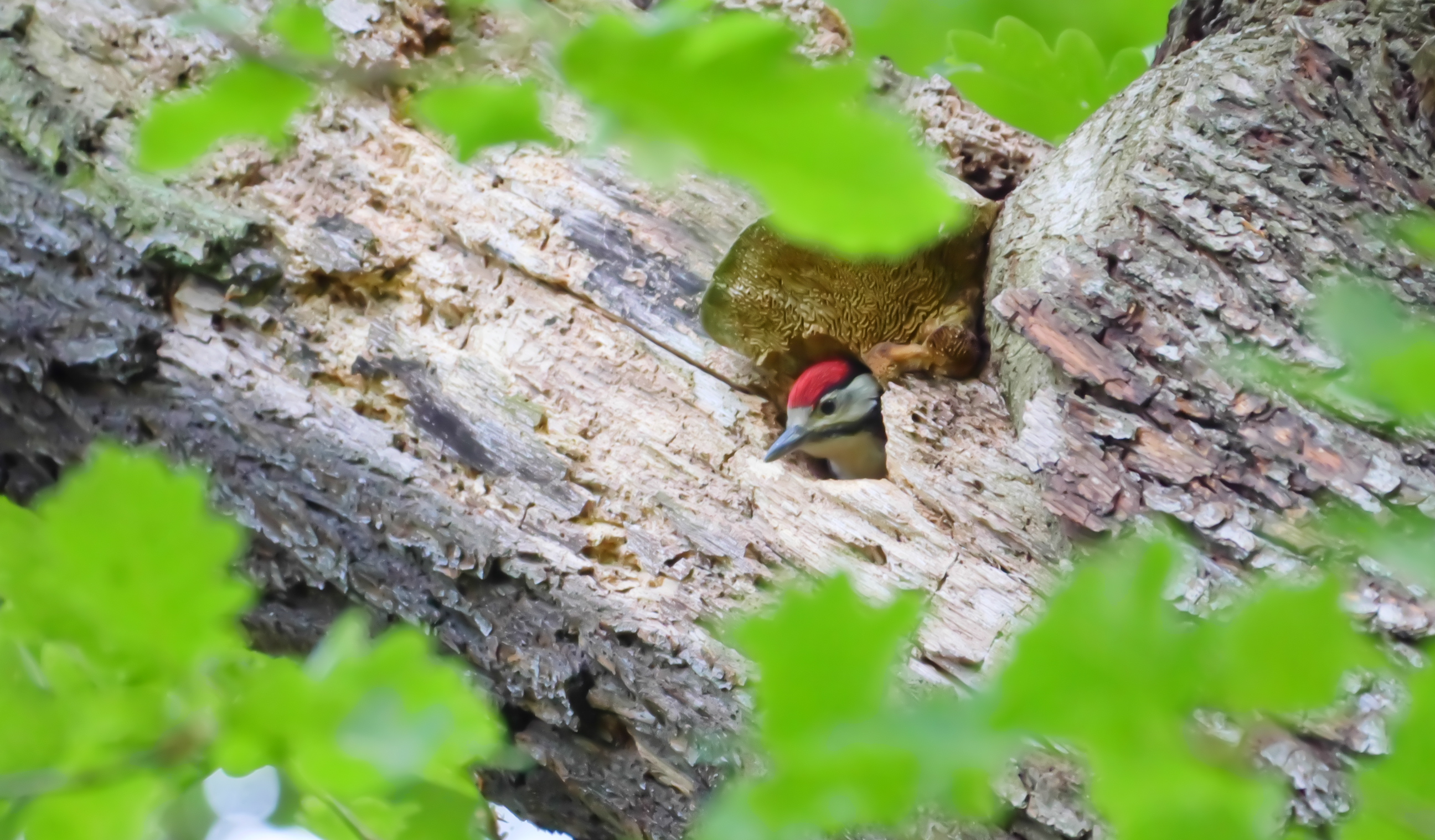
Buntspecht in seiner Höhle im Glienicker Park
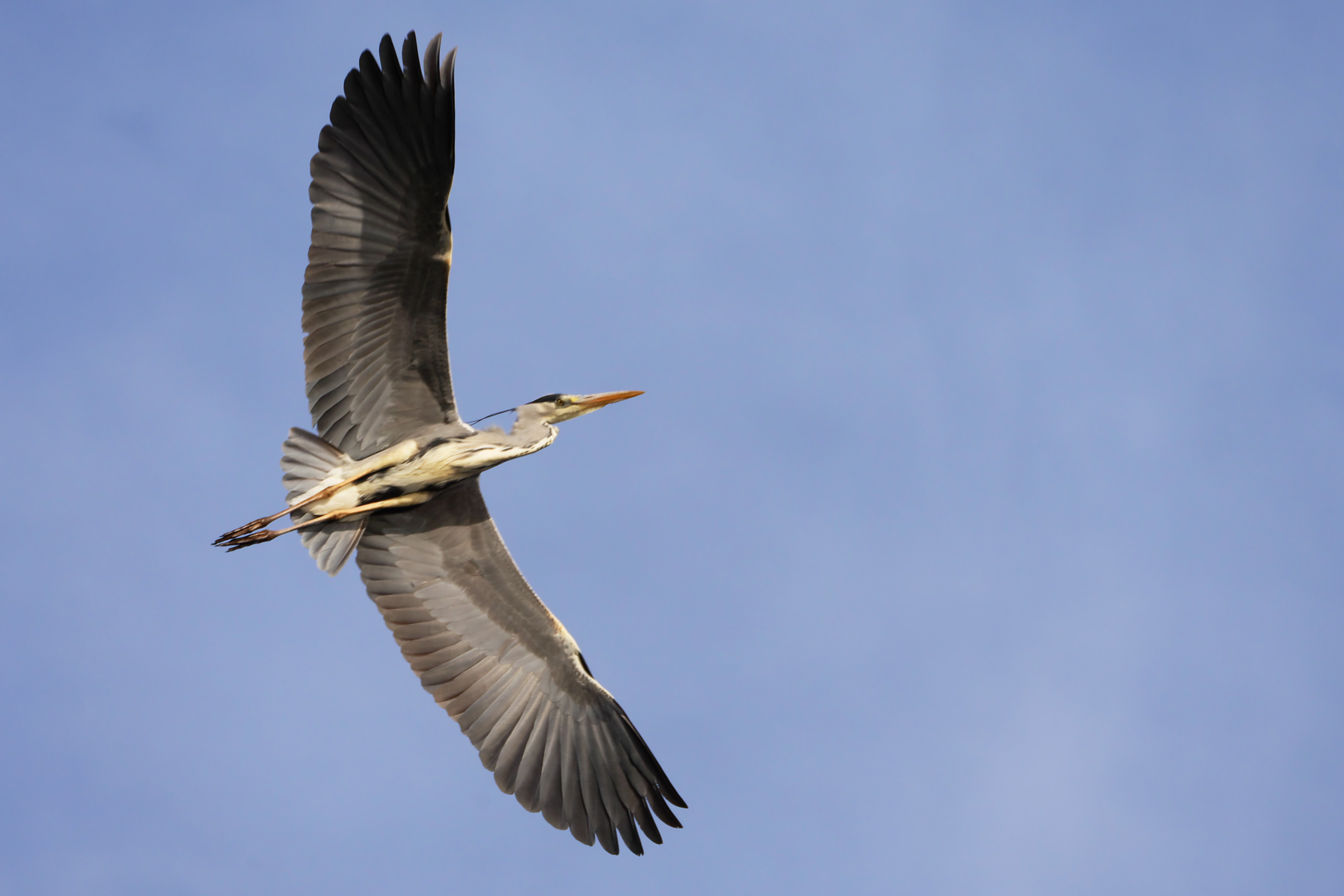
Graureiher am Krughorn
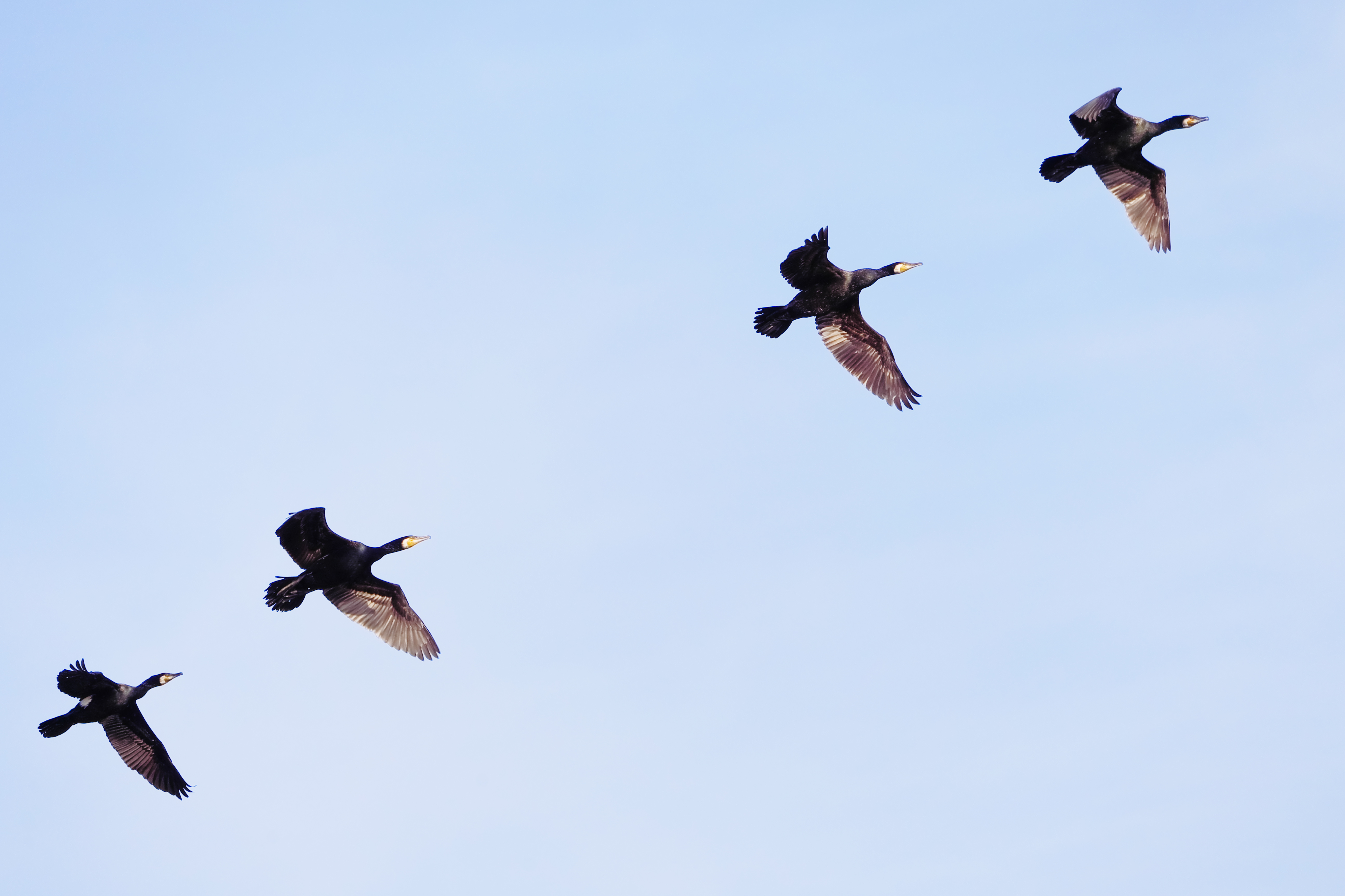
Kormoran-Formation am Krughorn
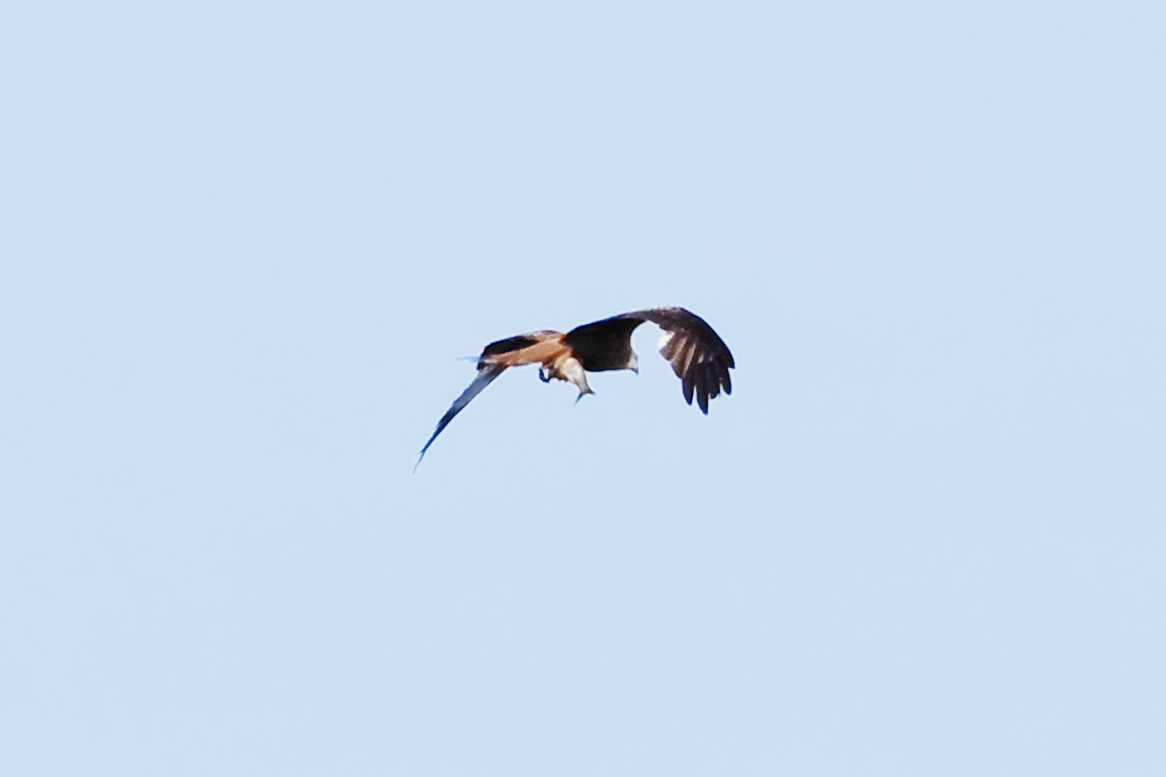
Rotmilan mit gefangenem Fisch am Krughorn
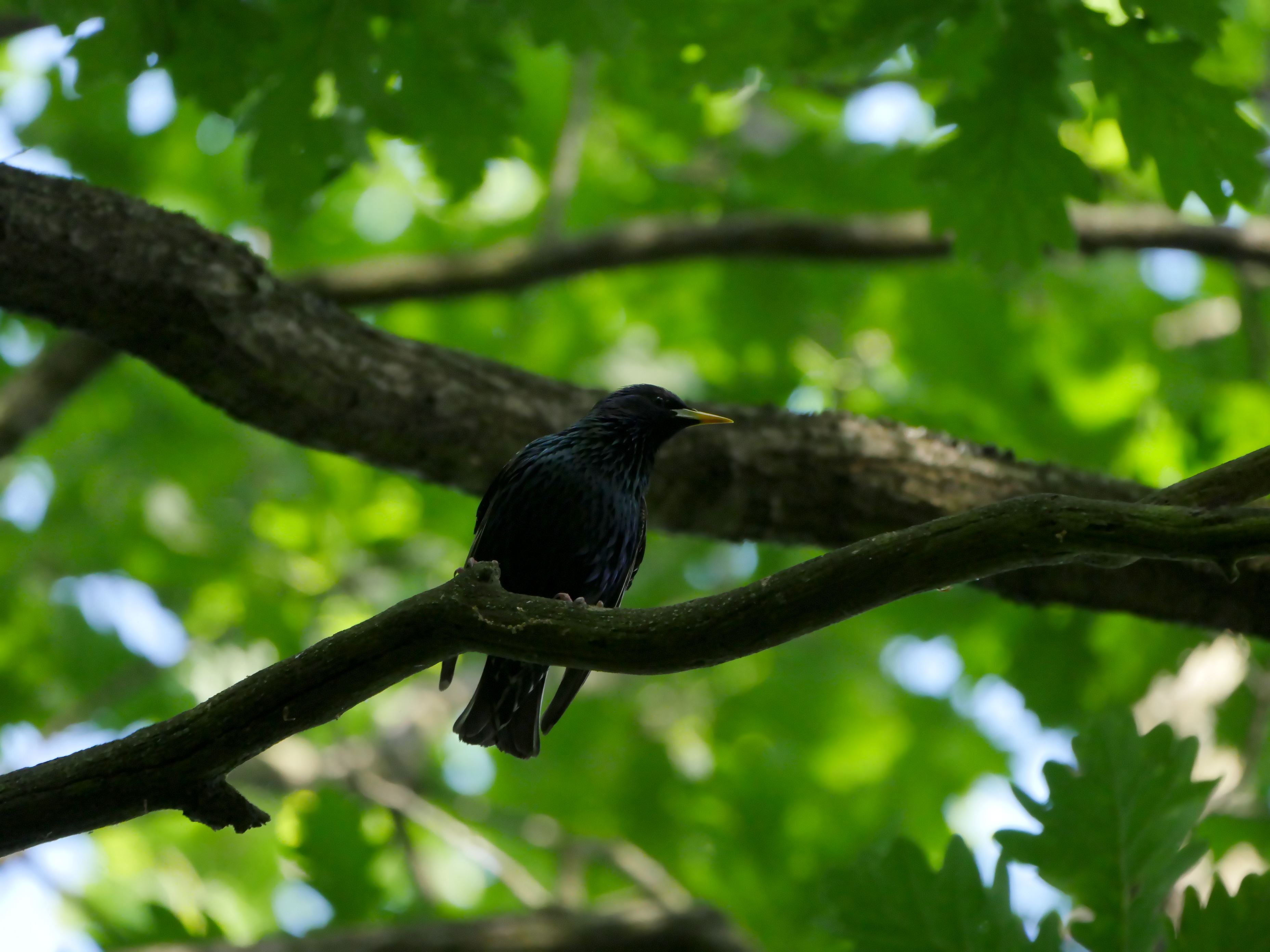
Schwarzgefiederter Star an der Moorlake
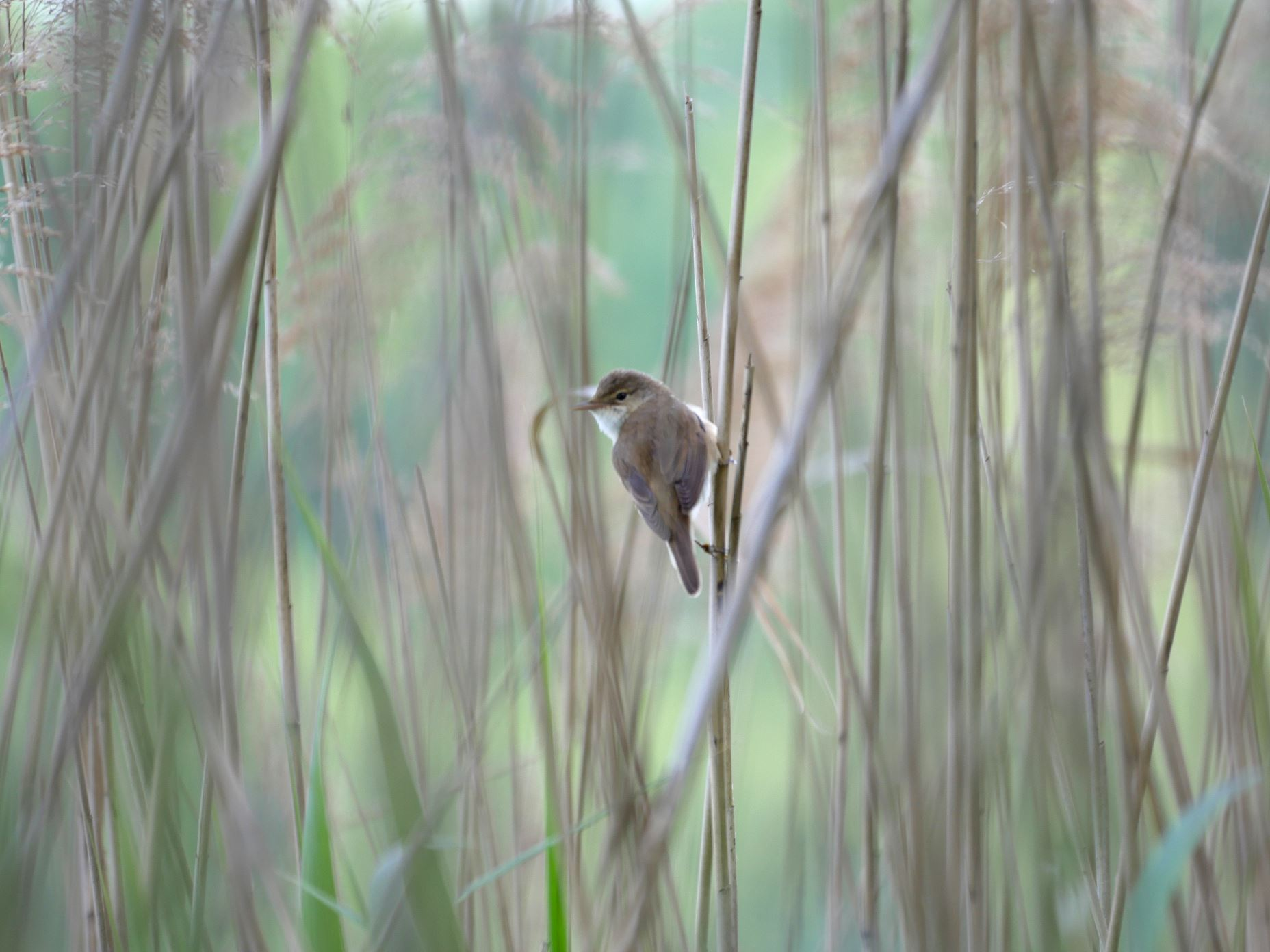
Teichrohrsänger am Krughorn